# NGC 844
NGC 844 (другие обозначения — ZWG 413.52, PGC 8291) — галактика в созвездии Кит.
Этот объект входит в число перечисленных в оригинальной редакции «Нового общего каталога».
Поиск объекта по Wikisky показывает никак не обозначеную область к западу от галактики.